# Войцех Тохман
Войцех Лукаш Тохман (пол. Wojciech Łukasz Tochman, 1969, Краків) – польський журналіст.

## Біографія
У журналістиці дебютував ще ліцеїстом, на сторінках молодіжного тижневика «Na przełaj». Від 1990 року і до 2004-го працював репортером «Газети Виборчої». У 1996–2002 роках був автором і ведучим телевізійної програми «Хто-небудь чув, хто-небудь знає» на каналі TVP1. У 1999 році заснував Фонд ІТАКА, який розшукує загиблих і допомагає їхнім родинам. Донині працює в ньому як волонтер. У 2006-2007 рр. викладав у Інституті журналістики Варшавського університету. У 2009 році разом із Маріушем Щиглем і Павлем Ґузлінським заснував Інститут Репортажу. Від лютого 2010 року на радіохвилі TOK FM веде репортерську передачу «Кипіння світу». А у вересні 2010 року разом із Щиглем і Ґузлінським заснував репортерський магазин-кав’ярню «Кипіння світу». Мешкає у Варшаві.

## Українські переклади
- Войцех Тохман. Ти наче камінь їла. пер. з пол. Андрій Бондар. – Київ: «Наш час», 2009.
- Войцех Тохман. Ти наче камінь їла. пер. з пол. Андрій Бондар. – Київ: «Човен», 2022 (про війну в Боснії та Герцеговині).
- Войцех Тохман. Сьогодні ми намалюємо смерть. пер. з пол. Андрій Бондар. – Київ: «Човен», 2023 (про геноцид у Руанді).
- Войцех Тохман. Піяння півнів, плач псів. пер. з пол. Андрій Бондар. – Київ: «Човен», 2024 (про геноцид у Камбоджі).

## Нагороди
- Репортер року – на думку читачів «Газети Виборчої» (1998)
- Фіналіст Премії «Ніке» – за книжку «Сходи не палять» (2001)
- Номінація на Премію ім. Даріуша Фікуса (2002)
- Фіналіст Премії «Ніке» – за книжку «Ти наче камінь їла» (2003)
- Фіналіст премії Prix RFI "Témoin du Monde" Radio France International (2004)
- Номінація на премію MediaTORów у категорії AuTORytet (2009)